# Pseudoplesiops
Pseudoplesiops is een geslacht van straalvinnige vissen uit de familie van dwergzeebaarzen (Pseudochromidae).

## Soorten
- Pseudoplesiops annae (Weber, 1913)
- Pseudoplesiops collare Gill, Randall & Edwards, 1991
- Pseudoplesiops howensis Allen, 1987
- Pseudoplesiops immaculatus Gill & Edwards, 2002
- Pseudoplesiops occidentalis Gill & Edwards, 2002
- Pseudoplesiops revellei Schultz, 1953
- Pseudoplesiops rosae Schultz, 1943
- Pseudoplesiops typus Bleeker, 1858
- Pseudoplesiops wassi Gill & Edwards, 2003